# John Fenn (Pirat)
John Fenn (gest. Mai 1723) war ein englischer Pirat des frühen 18. Jahrhunderts, der zusammen mit Captain Bartholomew Roberts und später in einer kurzen Partnerschaft mit Thomas Anstis segelte.

## Leben
Von seiner Karriere ist wenig bekannt. Er war ein Mitglied der Flotte von Captain Roberts von Juni 1719 bis April 1720. Dann ging er zusammen mit seinem Kumpan Thomas Anstis eigene Wege. Anstis hatte das Kommando über die Morning Star, ein Schiff mit 21 Kanonen übernommen, kurz bevor er die West Indies auf dem Weg an die or westafrikanische Küste verließ. Die Fahrt begann in der Nacht des 21. April 1721. Fenn blieb jedoc mit Anstis in der Karibik und war in der Kaperung von drei oder vier Handelsschiffen bei Hispaniola, Jamaika und Martinique beteiligt (Juni 1721). Dann erhielt er selbst das Kommando der Morning Star.
Nach einigen Konflikten entschieden Anstis und Fenn ihre Piraten-Karrieren aufzugeben. Sie sandten eine Petition an König George I. um eine königliche Amnestie. Sie behaupteten, sie seien von Roberts in die Piraterie gezwungen worden. Nach neun Monaten, die sie auf einer unbewohnten Insel vor der Küste Kubas verbrachten, hatten sie noch immer keine Antwort von der britischen Regierung und entschieden sich im August 1722 die Piraterie wieder aufzunehmen.
Ein Sturm holte sie jedoch kurz nach ihrem Aufbruch ein. Fenns Schiff strandete bei Grand Cayman Island. Möglicherweise verlor  er in diesem Sturm seine rechte Hand. Anstis kam Fenn und seiner Crew zu Hilfe, aber viele der Piraten waren noch an Land, als zwei britische Kriegsschiffe in Sicht kamen.
In der Verfolgungsjagd konnten sich die Piraten in Sicherheit bringen, als eine große Windstille (dead calm) einsetzte. Die Piraten ruderten die Good Fortune in Sicherheit. Nach einer Flucht in den Golf von Honduras wurde eine Fregatte gekapert um die Morning Star zu ersetzen und die beiden Seeräuber waren erfolgreich bei der Kaperung von mehreren Schiffen in den Bahamas in den nächsten Monaten. Während sie im April 1723 ihre Schiffe in Tobago überholten, wurden sie von dem britischen Kriegsschiff HMS Winchelsey (1708 6) überrascht. Fenns Schiff war verloren und er war gezwungen, zu Fuß ins Innere von Tobago zu fliehen. Einen Tag später wurde er gefangen genommen und nach Antigua zurückgebracht, wo er wegen Piraterie verurteilt wurde und zusammen mit sechs Männern seiner Crew im folgenden Monat gehenkt wurde.